# Fadschr-5 (Artillerierakete)

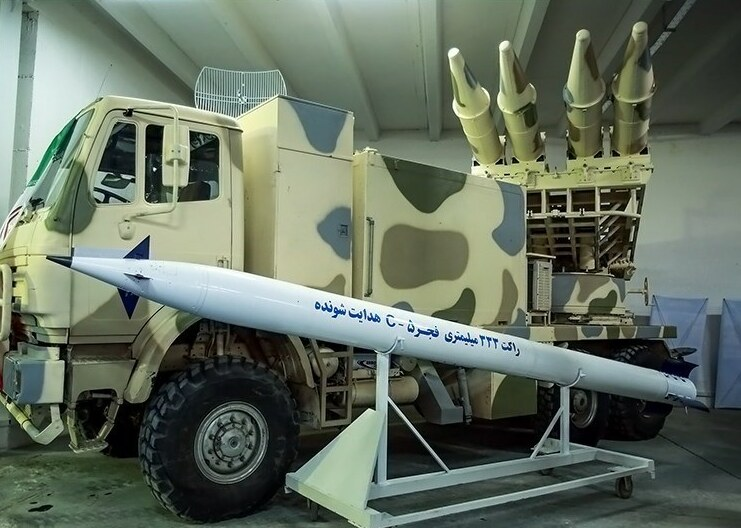
Fadschr-5

Die Fadschr-5 (persisch فجر, Frühlicht oder Morgendämmerung) ist eine iranische Artillerierakete.

## Entwicklung
Die Fadschr-5 wurde Anfang der 1990er-Jahre auf der Basis der chinesischen WS-1-Artillerierakete entwickelt. Die Entwicklung und Produktion erfolgt bei dem staatlichen Rüstungskonzern Defense Industries Organization (persisch: سازمان صنایع دفاع). Ab Mitte der 2000er-Jahre waren die ersten Systeme einsatzbereit.

## Technik
Die Raketen mit Kaliber 333 mm sind drallstabilisiert und haben am Flugkörperende vier Stabilisierungsflügel. Der Drall der Rakete entsteht beim Start durch die Züge im Werferrohr. Die Raketen sind 6485 mm lang und haben eine Startmasse von 915 kg. Die maximale Reichweite liegt bei 75 km, die maximale Streuung einer Raketensalve bei 4 % der Einsatzdistanz. Dies entspricht bei der maximalen Einsatzdistanz von 75 km einem Streukreisradius (CEP) von rund 3 km. Daher eignet sich die Fadschr-5 nur zur Bekämpfung von Flächenzielen. Als Artillerierakete verfügt sie über kein eigenes Zielsuchsystem, laut Aussage der Iran Aerospace Industries Organization (AIO) wäre eine Aufrüstung jedoch möglich. Der Splittergefechtskopf der Mk1-Rakete wird durch einen Annäherungs- oder Aufschlagzünder zur Detonation gebracht. Der Splitterwirkungskreis beträgt rund 44 m. Der Bomblet-Gefechtskopf der Mk2-Rakete verteilt die Bomblets in einem kreisförmigen Gebiet von rund 200 m Durchmesser.
Es existieren die folgenden Raketentypen:
- Fadschr-5 Mk1: 175-kg-Splittergefechtskopf mit einem Sprengstoffanteil von 90 kg.
- Fadschr-5 Mk2: 289 Bomblets (Submunition) mit kombinierter Splitter- und panzerdurchschlagender Wirkung. Ein Bomblet wiegt 450 g, hat einen Splitterwirkungskreis von rund 7 m und kann 80–100 mm Panzerstahl durchschlagen.
- Fadschr-5 Mk3: Brandgefechtskopf mit einer Füllung mit Phosphor.

Die Raketen sind in vier nebeneinanderliegenden Werferrohren in einem horizontal und vertikal schwenkbaren Werferarm untergebracht, der sich über der Hinterachse eines dreiachsigen Mercedes-Benz-LKW befindet. Das Fahrzeug hat eine Masse von 15 t und erreicht eine Höchstgeschwindigkeit von 60 km/h. Die Raketen können in einem Intervall von 4 bis 8 Sekunden abgefeuert werden. Das Nachladen eines leeren Werfers erfolgt mit einem Kran und dauert rund 10 Minuten.

## Einsatz

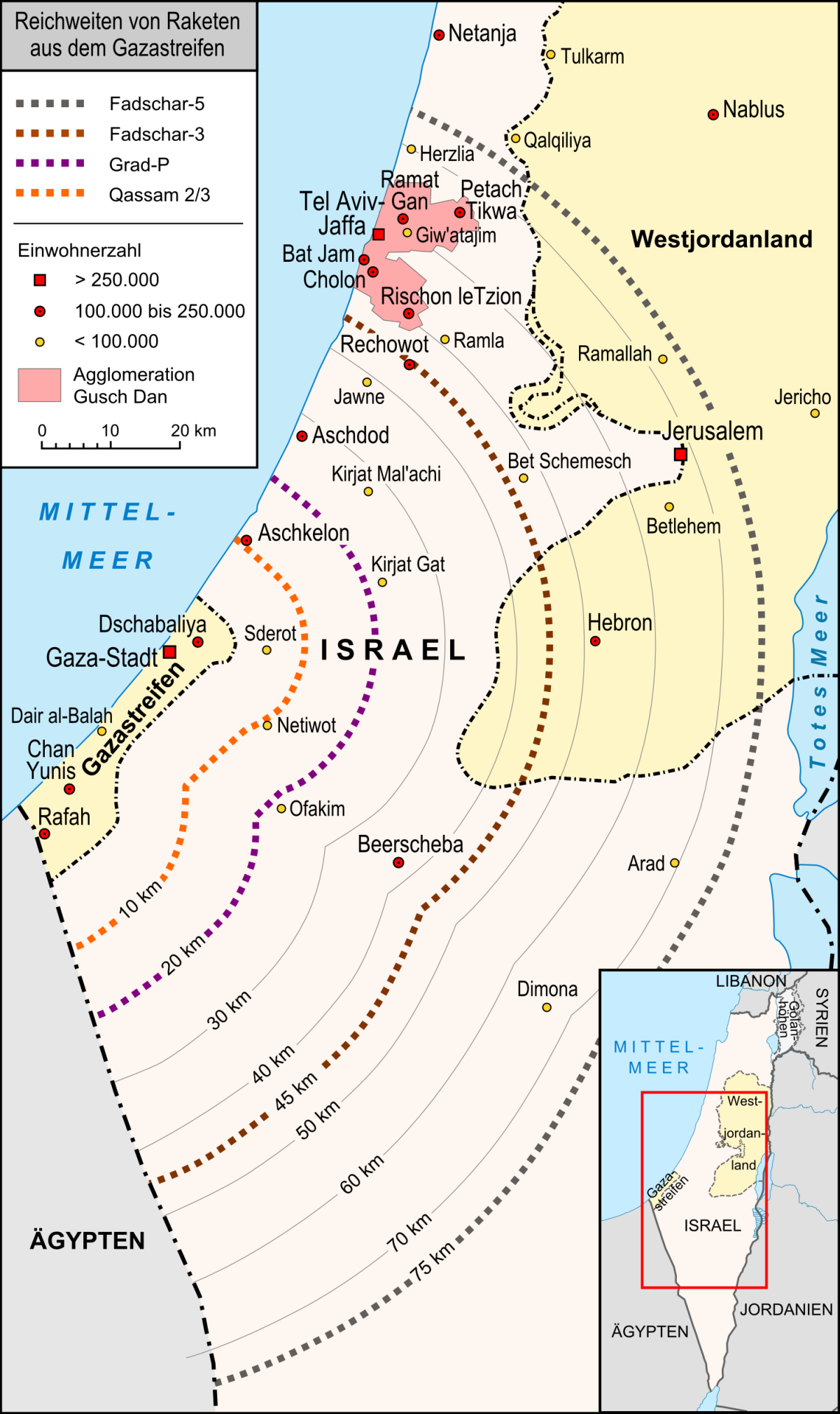
Reichweiten von Raketen aus dem Gazastreifen

Eingesetzt wurde sie im Israel-Libanon-Konflikt 2006, die Hisbollah feuerte die Fadschr-5 am 29. Juli 2006 erstmals auf Israel. Betroffen war die Stadt Afula südöstlich von Haifa und etwa 50 km von der Grenze zum Libanon entfernt. Nach israelischen Angaben sei es dabei zu den bisher südlichsten Einschlägen von Hisbollah-Raketen gekommen, obwohl Afula schon zuvor von Grad-Raketen erreicht worden war. Die Hisbollah nennt die Rakete Khaibar-1; von israelischer Seite wurde behauptet, dies sei eine modifizierte Fadschr-5. Mit ihrer Reichweite von 75 km ist sie der palästinensischen Kassam-Rakete (bis zu 20 km) und der Grad-Rakete (ca. 50 km, Primärwaffe der Hisbollah bei ihren Angriffen auf Israel) überlegen und stellt damit eine Bedrohung für das israelische Kernland dar. Vom Gaza-Streifen aus abgefeuert, kann dieser Raketentyp auch Tel-Aviv erreichen.
Am 9. Juli 2014 schlugen drei M75-Raketen in der Nähe von Dimona ein. Sie wurden von den Essedin-al-Kassam-Bridgaden der radikalislamischen Palästinenserorganisation Hamas abgefeuert. Ziel war die Atomanlage.

## Verbreitung
- Iran
- Irak[5]
- Libyen
- Sudan
- Syrien
- Hisbollah
- Hamas
- Islamischer Dschihad